# Resolució 1809 del Consell de Seguretat de les Nacions Unides
La Resolució 1809 del Consell de Seguretat de les Nacions Unides fou adoptada per unanimitat el 16 d'abril de 2008. El Consell va destacar la utilitat de les associacions efectives entre les Nacions Unides i les organitzacions regionals, en particular la Unió Africana, per tal de permetre respostes primerenques a les crisis emergents a l'Àfrica i va expressar la seva voluntat de millorar aquesta relació.

## Resolució
Un debat d'alt nivell del Consell de Seguretat amb una àmplia gamma de líders africans i centrat en la nova arquitectura continental de pau i seguretat a Àfrica va culminar en el reconeixement del Consell de la necessitat de millorar la predictibilitat, la sostenibilitat i la flexibilitat del finançament de les operacions de manteniment de la pau a les organitzacions regionals sota un mandat de les Nacions Unides i l'aprovació de la proposta del Secretari General de crear, en un termini de tres mesos, un panell Unió Africana-Nacions Unides per examinar les modalitats d'aquest suport.
El Consell també va encoratjar els esforços continus de la Unió Africana i de les organitzacions subregionals per enfortir la seva capacitat de manteniment de la pau i dur a terme operacions de manteniment de la pau al continent i coordinar amb les Nacions Unides, així com els esforços en curs per desenvolupar un continental continental sistema d'alerta, com ara la força d'espera africana i una major capacitat de mediació.
Reconeixent que les organitzacions regionals estaven ben posicionades per comprendre les causes fonamentals dels conflictes armats, el Consell també va encoratjar la participació permanent d'aquestes organitzacions en la solució pacífica de disputes, inclosa la prevenció de conflictes, la creació de confiança i la mediació.
Abans de l'aprovació de la resolució, el secretari general Ban Ki-moon va dir a la reunió que, en consolidar l'associació entre la Unió Africana i les Nacions Unides, no es perdria cap esforç per fer-lo complementari, eficaç i inclusiu. "Em vull resoldre millorar la cooperació amb totes les organitzacions regionals, per tal de crear, en el futur, mecanismes efectius per a la prevenció i la resolució de conflictes, així com un sistema predictible, interrelacionat i fiable per al manteniment de la pau mundial en virtut de la Carta", va dir.